# Ремії-Ле-Маре
Ремії-Ле-Маре (фр. Remilly Les Marais) — муніципалітет у Франції, у регіоні Нижня Нормандія, департамент Манш. Ремії-Ле-Маре утворено 1 січня 2017 року шляхом злиття муніципалітетів Ле-Шам-де-Лок, Ле-Мені-Віго i Ремії-сюр-Лозон. Адміністративним центром муніципалітету є Ремії-сюр-Лозон. Населення — 1058 осіб (01.01.2021).